# Sono Art-World Wide Pictures
La Sono Art-World Wide Pictures è stata una casa di distribuzione americana che, dal 1929 al 1932, produsse anche circa quindici film. Specializzata in pellicole a basso costo, aveva nel suo catalogo alcuni film di qualità come The Great Gabbo, diretto e prodotto da James Cruze e interpretato da Erich von Stroheim. Uno degli ultimi film distribuiti dalla compagnia fu A Study in Scarlet del 1933, dove Reginald Owen vestiva i panni di Sherlock Holmes.
La Sono Art fu anche il distributore originale di quattro film inglesi di Alfred Hitchcock.
Nel 1933, la società si fuse con la Rayart Pictures per formare insieme la Monogram Pictures.

## Filmografia

### Distribuzione
- Der Balletterzherzog. Ein Wiener Spiel von Tanz und Liebe, regia di Max Neufeld (1926)
- Il declino (Downhill), regia di Alfred Hitchcock (1927)
- Die Apachen von Paris, regia di Nikolai Malikoff (1927)
- The White Sheik, regia di Harley Knoles (1928)
- Parisiskor, regia di Gustaf Molander (1928)
- Fragile virtù (Easy Virtue), regia di Alfred Hitchcock (1927)
- Moulin Rouge, regia di Ewald André Dupont (1928)
- Balaclava la valle della morte (Balaclava), regia di Maurice Elvey e Milton Rosmer (1928)
- La fortezza ardente (Tommy Atkins), regia di Norman Walker (1928)
- L'inferno dell'amore (Liebeshölle o La grande tormenta), regia di Wiktor Bieganski e Carmine Gallone (1928)
- Tesha, regia di Edwin Greenwood e Victor Saville (1928)
- Adam's Apple, regia di Tim Whelan (1928)
- Il trionfo della primula rossa (The Triumph of the Scarlet Pimpernel), regia di T. Hayes Hunter (1928)
- Rutschbahn, regia di Richard Eichberg (1928)
- L'isola del peccato (The Manxman), regia di Alfred Hitchcock (1929)
- Piccadilly, regia di Ewald André Dupont (1929)
- Black Waters, regia di Marshall Neilan (1929)
- Week-End Wives, regia di Harry Lachman (1929)
- The Bondman, regia di Herbert Wilcox (1929)
- The Woman in White, regia di Herbert Wilcox (1929)
- Berlin After Dark, regia di Constantin J. David (1929)
- Kitty, regia di Victor Saville (1929)
- Ricatto (Blackmail), regia di Alfred Hitchcock (1929)
- Il gran Gabbo (The Great Gabbo), regia di James Cruze e, non accreditato, Erich von Stroheim (1929)
- Widecombe Fair, regia di Norman Walker (1929)
- The Talk of Hollywood, regia di Mark Sandrich (1929)
- Blaze o' Glory, regia di George Crone e Renaud Hoffman (1929)
- Sombras de gloria, regia di Andrew L. Stone, Fernando C. Tamayo (1930)
- Hello Sister, regia di Walter Lang (1930)
- Cock o' the Walk, regia di Walter Lang e Roy William Neill (1930)
- Así es la vida, regia di George Crone (1930)
- The Big Fight, regia di Walter Lang (1930)
- What a Man, regia di George J. Crone (1930)
- La fuerza del querer, regia di Ralph Ince (1930)
- The Dude Wrangler, regia di Richard Thorpe (1930)
- Symphony in Two Flats, regia di Gareth Gundrey (1930)
- Once a Gentleman, regia di James Cruze (1930)
- Reno, regia di George J. Crone (1930)
- Midnight Daddies, regia di Mack Sennett (1930)
- The Costello Case, regia di Walter Lang (1930)
- Rogue of the Rio Grande, regia di Spencer Gordon Bennet (1930)
- Just for a Song
- Damaged Love, regia di Irvin Willat (1931)
- Swanee River, regia di Raymond Cannon (1931)
- Air Police, regia di Stuart Paton (1931)
- In Old Cheyenne, regia di Stuart Paton (1931)
- First Aid
- Hell Bent for Frisco, regia di Stuart Paton (1931)
- Is There Justice?, regia di Stuart Paton (1931)
- The Calendar
- Neck and Neck, regia di Richard Thorpe (1931)
- Mounted Fury, regia di Stuart Paton (1931)
- Devil on Deck, regia di Wallace Fox (1932)
- La fattoria maledetta (The Sunset Trail), regia di B. Reeves Eason (1932)
- I violenti del Nevada (South of Santa Fe), regia di Lambert Hillyer (1932)
- Cannonball Express, regia di Wallace Fox (1932)
- Law of the West, regia di Robert N. Bradbury (1932)
- Riders of the Desert, regia di Robert N. Bradbury (1932)
- The Man from Hell's Edges, regia di Robert N. Bradbury (1932)
- Il segno dei quattro (The Sign of Four: Sherlock Holmes' Greatest Case), regia di Graham Cutts (1932)
- Dynamite Ranch, regia di Forrest Sheldon (1932)
- The Man Called Back, regia di Robert Florey (1932)
- Son of Oklahoma, regia di Robert N. Bradbury (1932)
- L'ora tragica (The Last Mile), regia di Samuel Bischoff
- Those We Love, regia di Robert Florey (1932)
- Come On, Tarzan, regia di Alan James (1932)
- The Crooked Circle, regia di H. Bruce Humberstone (1932)
- False Faces
- Trailing the Killer, regia di Herman C. Raymaker (1932)
- Between Fighting Men, regia di Forrest Sheldon (1932)
- Texas Buddies, regia di Robert N. Bradbury (1932)
- Breach of Promise, regia di Paul L. Stein (1932)
- Uptown New York, regia di Victor Schertzinger (1932)
- Bacio mortale (The Death Kiss), regia di Edwin L. Marin (1932)
- Tombstone Canyon, regia di Alan James (1932)
- Hypnotized, regia di Mack Sennett (1932)
- Drum Taps, regia di J.P. McGowan (1933)
- Racetrack, regia di James Cruze (1933)
- Phantom Thunderbolt, regia di Alan James (1933)
- The Constant Woman, regia di Victor Schertzinger (1933)
- A Study in Scarlet, regia di Edwin L. Marin (1933)
- Fargo Express, regia di Alan James (1933)

## I film della Sono Art-World Wide Pictures

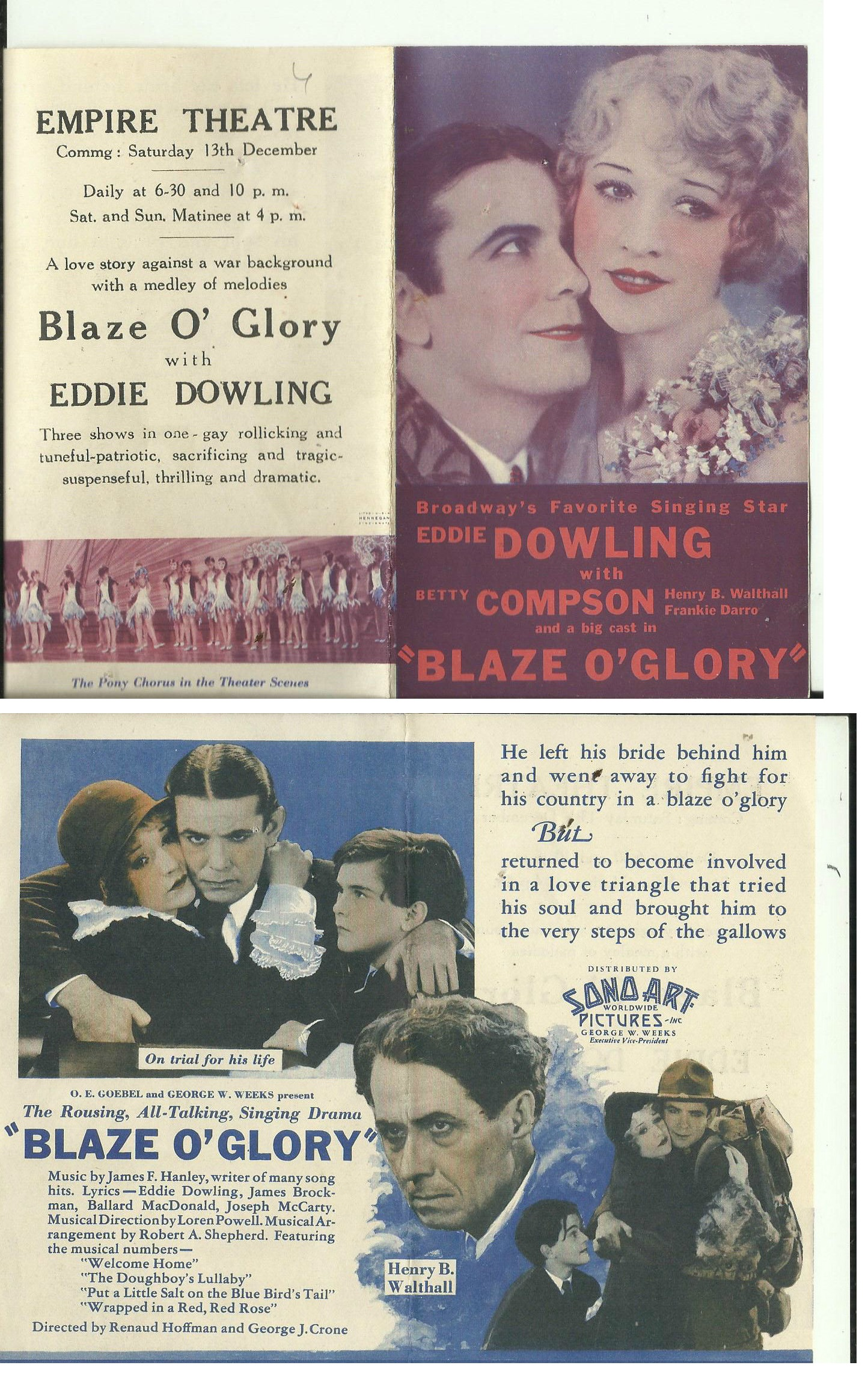
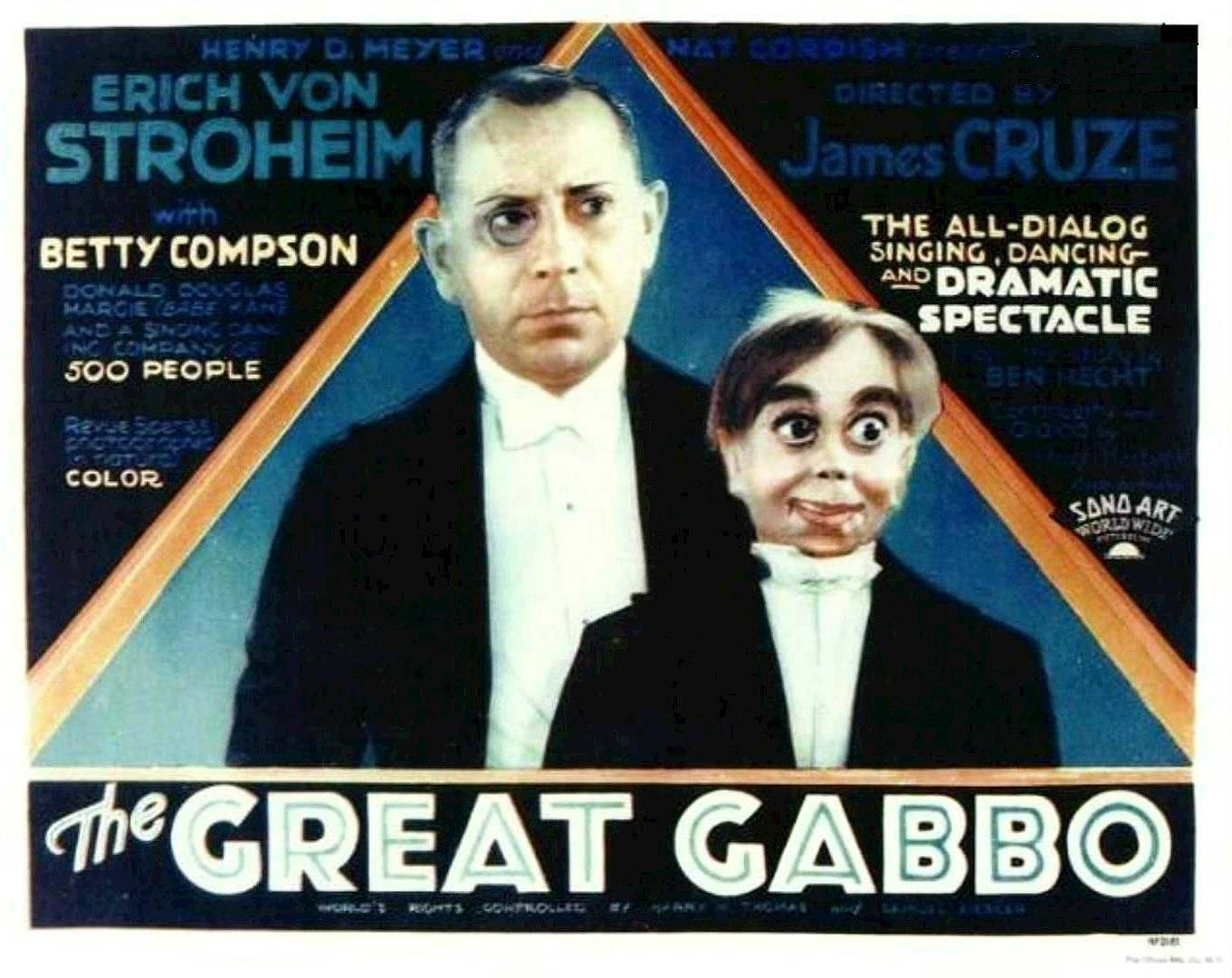
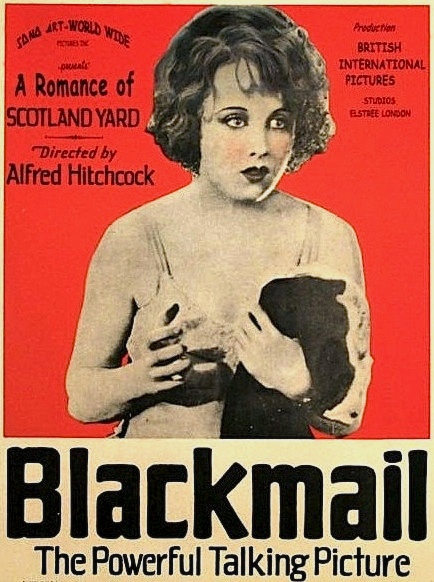
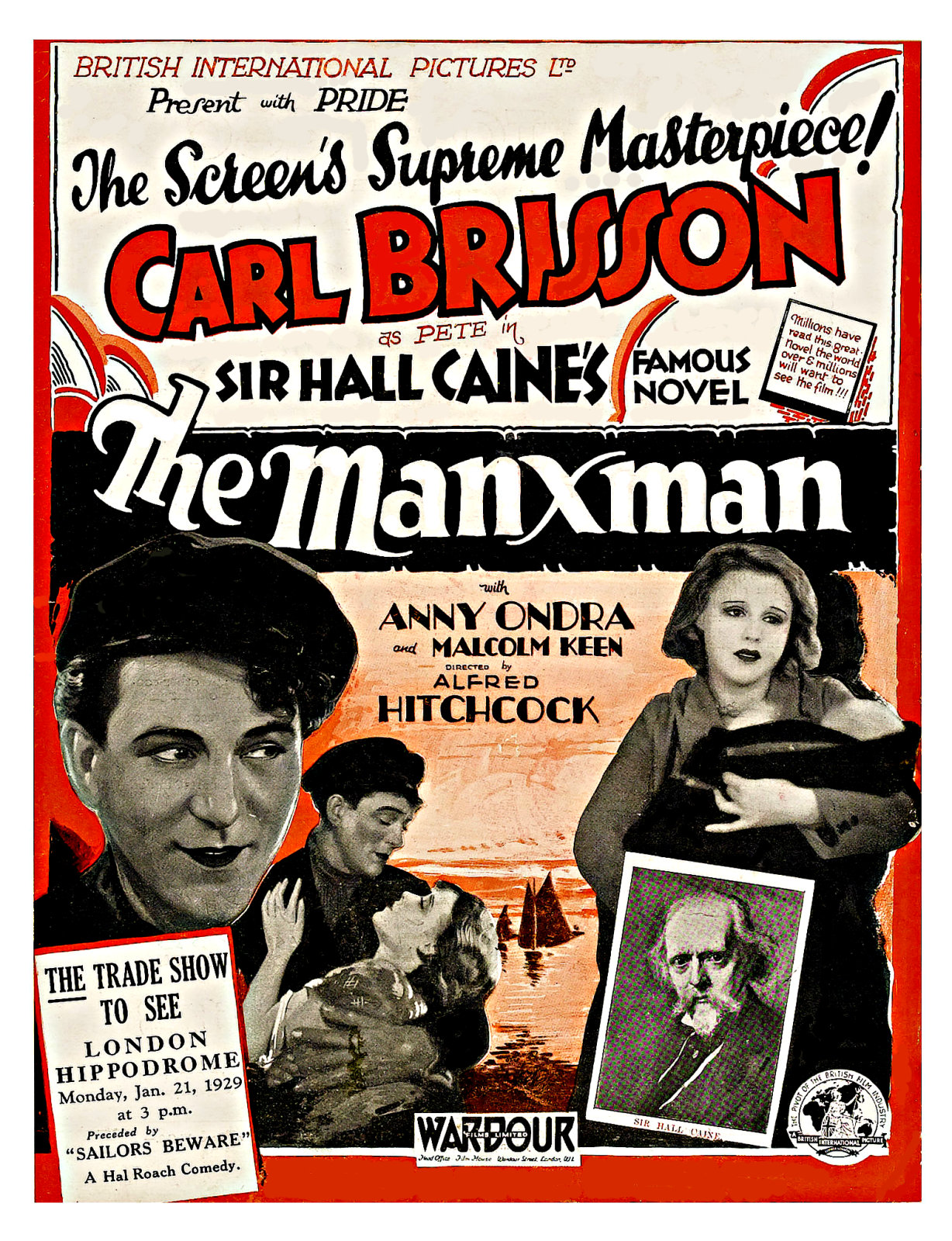

### Produzione
- Blaze o' Glory, regia di George Crone e Renaud Hoffman (1929)
- Así es la vida, regia di George Crone (1930)
- What a Man, regia di George J. Crone (1930)
- Swanee River, regia di Raymond Cannon (1931)
- Air Police, regia di Stuart Paton (1931)
- In Old Cheyenne, regia di Stuart Paton (1931)
- Hell Bent for Frisco, regia di Stuart Paton (1931)
- Honeymoon Lane, regia di William James Craft (1931)
- Is There Justice?, regia di Stuart Paton (1931)
- Neck and Neck, regia di Richard Thorpe (1931)
- Mounted Fury, regia di Stuart Paton (1931)
- Devil on Deck, regia di Wallace Fox (1932)
- Cannonball Express, regia di Wallace Fox (1932)
- Riders of the Desert, regia di Robert N. Bradbury (1932)
- The Crooked Circle, regia di H. Bruce Humberstone (1932)